# Universidade Nacional Quemoy
Universidade Nacional Quemoy (NQU, em chinês: 國立金門大學) é uma universidade nacional, localizada em Jinning Township, Kinmen (Quemoy), República da China (Taiwan). A NQU oferece uma variedade de programas acadêmicos. Eles são divididos em três categorias: 1. programa egraduação, 2. programa de pós-graduação e 3. programa de educação continuada.

## História
A NQU foi fundada em 1997 em Kinmen como Universidade Nacional de Ciências Aplicadas de Kaohsiung, Divisão Kinmen. Em 2003, tornou-se o Instituto Nacional de Tecnologia Kinmen. Foi elevada à categoria de Universidade Nacional Quemoy em 2010.